# Praviște, Plovdiv
Praviște (în bulgară Правище) este un sat în comuna Săedinenie, regiunea Plovdiv,  Bulgaria. 

## Demografie
Componența etnică a satului Praviște
     Bulgari (91,86%)
     Romi (4,78%)
     Nicio identificare (3,34%)
     Altele (0%)
La recensământul din 2011, populația satului Praviște era de 418 locuitori. Din punct de vedere etnic, majoritatea locuitorilor (91,86%) erau bulgari, cu o minoritate de romi (4,78%). Pentru 3,34% din locuitori nu este cunoscută apartenența etnică.